# Jerzy Ziółko

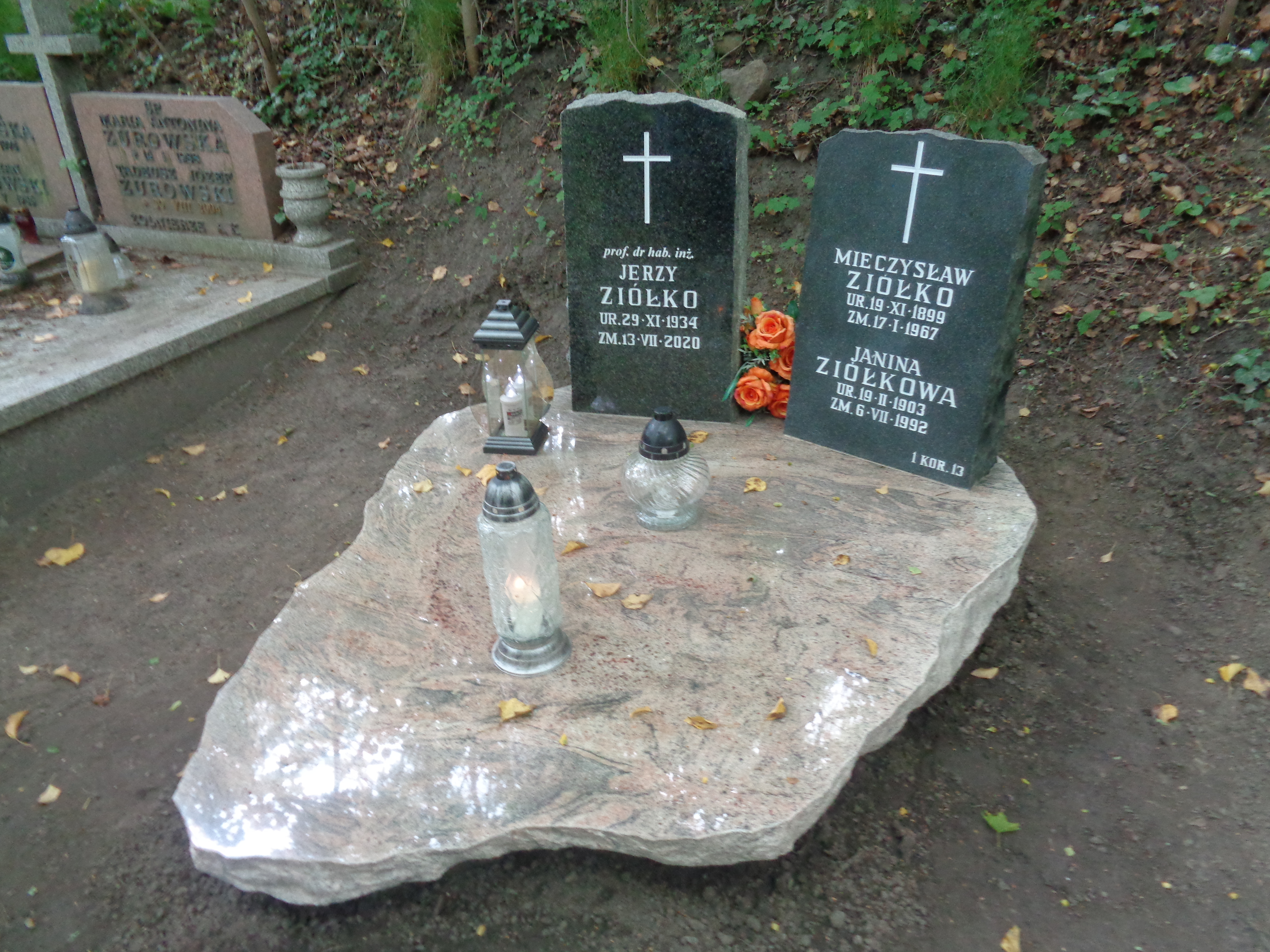
Grób Jerzego Ziółko na Cmentarzu Srebrzysko w Gdańsku

Jerzy Maciej Ziółko (ur. 29 listopada 1934 w Radomiu, zm. 13 lipca 2020) – polski inżynier budownictwa lądowego, prof. dr hab. inż.

## Życiorys
W 1957 ukończył studia budownictwa w Politechnice Gdańskiej. Obronił pracę doktorską, następnie uzyskał stopień doktora habilitowanego. W 1971 nadano mu tytuł profesora w zakresie nauk technicznych. Został zatrudniony na stanowisku profesora w Katedrze Konstrukcji Metalowych i Zarządzania w Budownictwie na Wydziale Inżynierii Lądowej i Środowiska Politechniki Gdańskiej.
Był profesorem nadzwyczajnym w Katedrze Konstrukcji Budowlanych na Wydziale Budownictwa i Inżynierii Środowiska Uniwersytetu Technologiczno-Przyrodniczego im. Jana i Jędrzeja Śniadeckich w Bydgoszczy, oraz kierownikiem w Katedrze Konstrukcji Metalowych na Wydziale Inżynierii Lądowej i Środowiska Politechniki Gdańskiej.
Był zatrudniony na stanowisku profesora zwyczajnego w Katedrze Konstrukcji Budowlanych na Wydziale Budownictwa, Architektury i Inżynierii Środowiska Uniwersytetu Technologiczno-Przyrodniczego im. Jana i Jędrzeja Śniadeckich w Bydgoszczy, a także członka Komitetu Inżynierii Lądowej i Wodnej na IV Wydziale Nauk Technicznych Polskiej Akademii Nauk i Sekcji VI - Nauk Technicznych Centralnej Komisji do Spraw Stopni i Tytułów.
Zmarł 13 lipca 2020. Pochowany na cmentarzu Srebrzysko (rejon I, taras II).

## Odznaczenia i wyróżnienia
- Medal Komisji Edukacji Narodowej[1]
- Krzyż Kawalerski Orderu Odrodzenia Polski[1]
- Krzyż Oficerski Orderu Odrodzenia Polski[1]
- Złote i Srebrne Odznaki PZITB i NOT[1]
- Odznaka honorowa „Zasłużonym Ziemi Gdańskiej”[1]
- Nagroda im. prof. Wacława Żenczykowskiego (1979)[5]
- Medal im. prof. Stefana Kaufmana (2000)[6]